# キャシー・ホーラン
キャシー・ホーラン（Kathy Horan, 1948年3月5日 - ）は、日本で活躍したアメリカ人の女優。

## 人物
ニューメキシコ州ロズウェルで生まれる。父親はアメリカ空軍の航空機関士で、父親が立川基地に転勤になったため、1964年に来日。来日前は国際演劇協会の会員であり、学生演劇で活動。来日後はモデルとして活動し、俳優活動も開始。1967年から1969年まで第315航空師団の月刊誌The Airlifterにてコラムを連載し、ベトナム戦争に従軍している兵士からのファンレターが多数届いたとされる。
1969年に父親がワシントン州に転勤することになり、アメリカに帰国。アメリカで俳優業を続けることも考え、『ガンマー第3号 宇宙大作戦』で共演したロバート・ホートンの紹介で映画『ワイルド・パーティー』の面接を受ける。映画俳優組合の代表であったチャールトン・ヘストンからも面接を受けた結果、ホーランは俳優業を引退することを決める。
その後はカリフォルニア州の法務事務所で秘書として働き、1972年から10年間、ブラニフ航空で客室乗務員として勤務した。結婚後は専業主婦となる。
思い入れのある作品として『ガンマー第3号 宇宙大作戦』を挙げている。

## 出演作品

### 映画
- 1966年 社長行状記 - チオール夫人
- 1967年 キングコングの逆襲 - 国連記者[1]
- 1967年 宇宙大怪獣ギララ - 月ステーション看護婦[1]
- 1967年 レッツゴー!若大将 - スチュワーデス
- 1968年 ガンマー第3号 宇宙大作戦 - 看護婦[1]
- 1968年 昆虫大戦争 - アナベル[1]
- 1968年 吸血鬼ゴケミドロ - ニール[1]
- 1969年 続・社長えんま帖 - メリー花岡
- 1969年 緯度0大作戦 - 0基地の通信員[1]

### テレビドラマ
- 1966年 快獣ブースカ
  - 第17話「ブー冠・王冠・とんちんかん」- ホテルの客[1]

- 1968年 裸の街
- 1968年 キイハンター
  - 第8話「影なき狙撃者」
  - 第34話 「墓を掘る殺し屋たち」
- 1968年 バンパイヤ
  - 第13話「消えた王女」- エクラーサ
- 1968年 河童の三平 妖怪大作戦
  - 第5話「恐怖城」- 魔女パンドラ
- 1969年 怪奇大作戦
  - 第20話「殺人回路」- ダイアナ